# Чёрная (Кировская область)
Чёрная — железнодорожная станция (тип населённого пункта) в Котельничском районе Кировской области в Покровском сельском поселении.
Расположена примерно в 9 км к западу от села Боровка.
Население по переписи 2010 года составляло 63 человека.